# Osiek (Piccola Polonia)
Osiek è un comune rurale polacco del distretto di Oświęcim, nel voivodato della Piccola Polonia.
Ricopre una superficie di 41,18 km² e nel 2004 contava 7 988 abitanti.